# Aliatypus thompsoni
Aliatypus thompsoni är en spindelart som beskrevs av Coyle 1974. Aliatypus thompsoni ingår i släktet Aliatypus och familjen Antrodiaetidae. Inga underarter finns listade i Catalogue of Life.